# Temnosceloides
Temnosceloides – rodzaj chrząszczy z rodziny kózkowatych i podrodziny zgrzypikowych. 

## Zasięg występowania
Przedstawiciele tego rodzaju występują w Afryce od Nigerii i Tanzanii na płn. po Demokratyczną Republikę Konga na płd.

## Systematyka
Do Temnosceloides należą 3 gatunki:
- Temnosceloides carnusi
- Temnosceloides drumonti
- Temnosceloides hamifer